# 邵彌

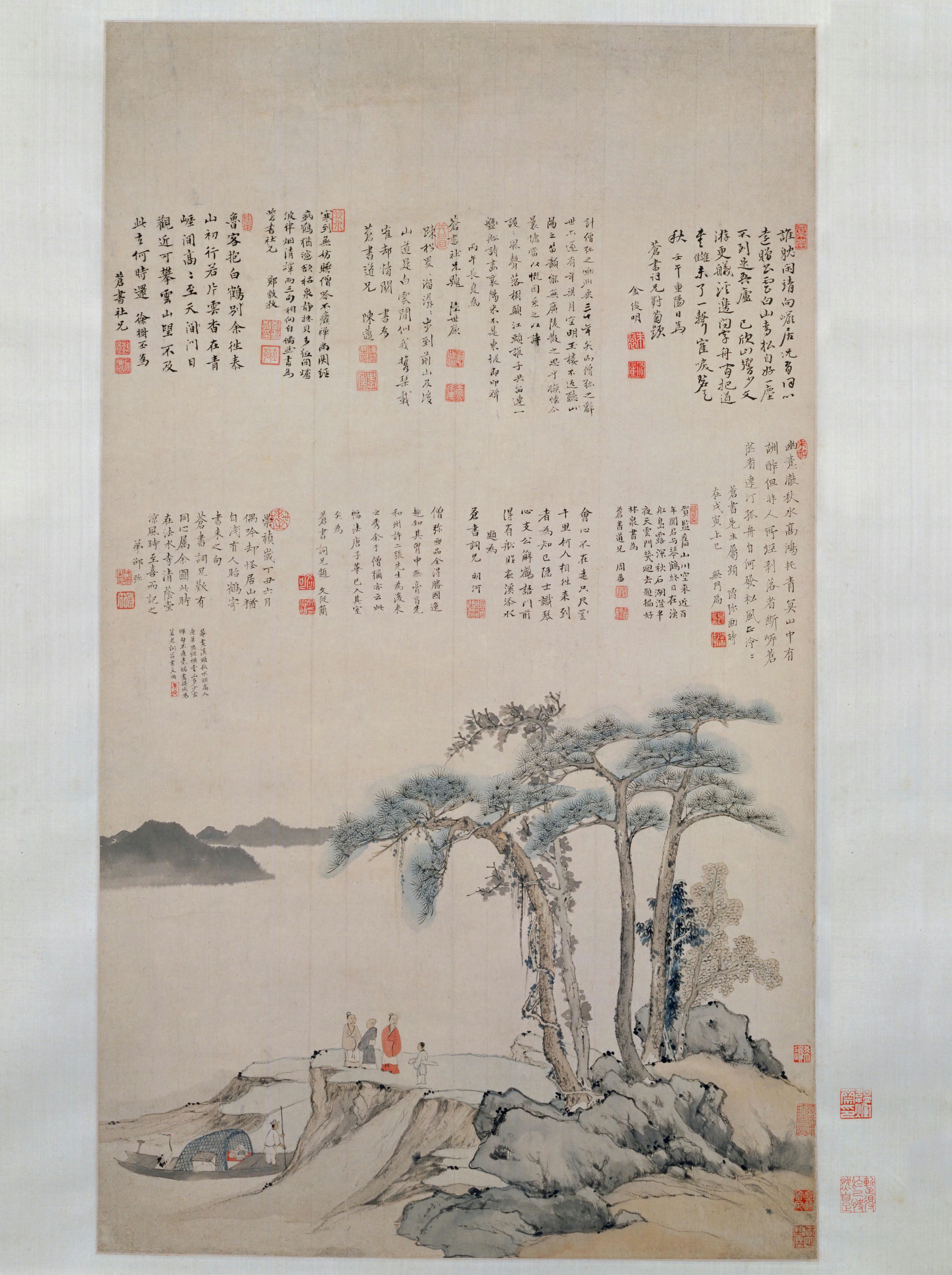
邵弥绘《贻鹤寄书图》（北京故宫博物院藏）

邵彌（1597年—1642年），原名高，字僧彌，號瓜疇，又號長齋，灌園叟，青門隱人，芬陀居士。長州（今江蘇蘇州人）。
萬曆二十五年（1597年）生。性格孤僻，善長書法，草书學米芾、米友仁，楷书學锺繇，又長於繪畫，能画水仙兰竹，与董其昌、王时敏、王鑑、李流芳、杨文骢、张学曾、程嘉燧、卞文瑜合称画中九友。中年得消渴症，查書自醫，效果不佳。性情迂癖不諧俗。崇祯十五年（1642年）卒。有《划开众皴图》、《贻鹤寄书图》等传世。